# Ruth Page
Ruth Page (ur. 22 marca 1899 w Indianapolis, zm. 7 kwietnia 1991 w Chicago) – amerykańska tancerka baletowa i choreografka, związana przede wszystkim z Chicago.

## Życiorys
Wychowywała się w Indianapolis. Rodzice zachęcili ją do nauki tańca klasycznego. W 1914 roku poznała rosyjską tancerkę Annę Pawłową, która poleciła jej nauczyciela Jana Zalewskiego. Page mieszkając w Chicago pobierała u niego nauki, a następnie przeniosła się do Nowego Jorku, gdzie od 1917 roku uczył ją Adolph Bolm. W latach 1918–1919 tańczyła w grupie Pawłowej, z którą udała się na występy do Ameryki Południowej. W 1919 roku tańczyła z Bolmem w Chicago w The Birthday of the Infanta Johna Aldena Carpentera. Tańczyła z nim także w latach 1920–1922 jako primabalerina w jego zespole Ballet Intime, z którym występowała w Stanach Zjednoczonych i Londynie, gdzie lekcje tańca dawał jej w 1920 roku Enrico Cecchetti. Po przerwie w latach 1922–1924, kiedy występowała na Broadwayu w Music Box Revue Irvinga Berlina oraz tańczyła z innym zespołem, ponownie dołączyła do Bolma i była w latach 1924–1927 kluczową tancerką w jego Allied Arts Ballet w Chicago. Występowała m.in. w Le Coq d'Or (1925). 
W 1925 roku poślubiła Thomasa Harta Fishera (zm. 1969), adwokata z Chicago, który został jej agentem i promotorem. Miesiąc miodowy spędziła w Monte Carlo, tańcząc jako pierwsza Amerykanka w historii w zespole Ballets Russes Siergieja Diagilewa. Po powrocie do Stanów występowała najczęściej w Chicago, gdzie jej mąż przejął po swoim ojcu kancelarię adwokacką; małżeństwo nie doczekało się dzieci. W 1927 roku współpracowała z Metropolitan Opera. Tańczyła 27 kwietnia 1928 roku w Waszyngtonie jako Terpsichore w premierze Apollon Musagète Igora Strawinskiego, do której choreografię przygotował Bolm. W latach 1929–1933 była baleriną i baletmistrzynią Chicago Summer Opera. Przygotowywała też choreografię do baletu La Guillablesse (1933), gdzie była jedyną białą tancerką obok 50 czarnych baletnic, wśród których znajdowała się debiutantka Katherine Dunham.
Page podróżowała także po Ameryce występując solo, a w latach 1933–1934 towarzyszył jej Harald Kreutzberg – był to nietypowy duet – Kreutzberg bowiem zajmował się tańcem nowoczesnym, podczas gdy ona tańcem klasycznym. W latach 1934–1936 oraz 1941–1942 była baleriną i baletmistrzynią Chicago Civic Opera. Występowała m.in. w baletach Hear Ye! Hear Ye! (1934), An American Pattern (1937) oraz Frankie and Johnny (1938). W 1938 roku założyła własny zespół taneczny – Page-Stone Ballet Company (jej wspólnikiem był Bentley Stone). Zajmowała się również choreografią, m.in. do baletu Revanche (Paryż, 1951) oraz Vilia (Londyn, 1953). W 1954 roku została dyrektorką baletu i choreografką Chicago Lyric Opera, gdzie wraz z zespołem Ruth Page's Chicago Opera Ballet (noszącym w latach 1966–1969 nazwę Ruth Page’s International Ballet) występowała w tanecznych kompozycjach do wielu oper takich twórców jak Gioacchino Rossini i Giuseppe Verdi. W 1971 roku założyła Ruth Page Foundation, która prowadziła szkołę tańca nazwaną jej imieniem. W 1983 roku ponownie wyszła za mąż – za kostiumografa André Delfau.